# Матч СРСР — США з легкої атлетики 1978
Матч СРСР — США з легкої атлетики 1978 був проведений 7-8 липня в Берклі на стадіоні «Едвардс».
Основній зустрічі передувала матчева зустріч американських та радянських багатоборців 17-18 червня в Донецьку на стадіоні «Локомотив».

## Результати

### Чоловіки
| Місце | Атлет               | Результат |
| ----- | ------------------- | --------- |
| 1     | Стів Ріддік         | 10,37     |
| 2     | Кленсі Едвардс      | 10,39     |
| 3     | Володимир Ігнатенко | 10,49     |
| 4     | Олександр Аксинін   | 10,57     |

| Місце | Атлет             | Результат |
| ----- | ----------------- | --------- |
| 1     | Стів Вільямс      | 20,67     |
| 2     | Тоні Дарден       | 20,68     |
| 3     | Олександр Аксинін | 21,12     |
| 4     | Микола Колесников | 21,13     |

| Місце | Атлет             | Результат |
| ----- | ----------------- | --------- |
| 1     | Стен Вінсон       | 45,94     |
| 2     | Максі Паркс       | 46,36     |
| 3     | Микола Чернецький | 46,67     |
| 4     | Віктор Бураков    | 46,69     |

| Місце | Атлет                | Результат |
| ----- | -------------------- | --------- |
| 1     | Джеймс Робінсон      | 1.46,9    |
| 2     | Володимир Пономарьов | 1.47,5    |
| 3     | Віктор Анохін        | 1.48,1    |
| 4     | Конрад Сур           | 1.48,6    |

| Місце | Атлет             | Результат |
| ----- | ----------------- | --------- |
| 1     | Стів Скотт        | 3.38,4    |
| 2     | Валерій Абрамов   | 3.38,6    |
| 3     | Анатолій Мамонтов | 3.38,9    |
| 4     | Брюс Фішер        | 3.44,0    |

| Місце | Атлет          | Результат |
| ----- | -------------- | --------- |
| 1     | Марті Лікорі   | 13.53,4   |
| 2     | Метт Сентровіц | 13.53,4   |
| 3     | Михайло Улимов | 13.54,4   |
| 4     | Борис Кузнецов | 13.54,6   |

| Місце | Атлет                 | Результат |
| ----- | --------------------- | --------- |
| 1     | Леонід Мосеєв         | 28.46,6   |
| 2     | Сатимкул Джуманазаров | 28.49,0   |
| 3     | Грег Фредерікс        | 28.59,4   |
| 4     | Ренді Томас           | 29.14,4   |

| Місце | Атлет               | Результат |
| ----- | ------------------- | --------- |
| 1     | Грег Фостер         | 13,46     |
| 2     | Віктор М'ясников    | 13,47 NR  |
| 3     | Керрі Бетел         | 13,64     |
| 4     | В'ячеслав Кулебякін | 13,67     |

| Місце | Атлет            | Результат |
| ----- | ---------------- | --------- |
| 1     | Рік Вокер        | 48,91     |
| 2     | Василь Архипенко | 49,92     |
| 3     | Том Ендрюс       | 50,32     |
| 4     | Дмитро Стукалов  | 50,52     |

| Місце | Атлет             | Результат |
| ----- | ----------------- | --------- |
| 1     | Генрі Марш        | 8.33,8    |
| 2     | Джим Джонсон      | 8.36,4    |
| 3     | Анатолій Скрипкін | 8.38,8    |
| 4     | Володимир Ісаков  | 8.42,6    |

| Місце | Команда                                                                             | Результат |
| ----- | ----------------------------------------------------------------------------------- | --------- |
| 1     | СШАДон Коулмен Едді Гарт Кленсі Едвардс Стів Ріддік                                 | 39,14     |
| 2     | СРСРВолодимир Ігнатенко Микола Колесников Олександр Аксинін Валерій Борзов \| 39,29 |           |

| Місце | Команда                                                                                          | Результат |
| ----- | ------------------------------------------------------------------------------------------------ | --------- |
| 1     | СШАЕлден Вокер (46,6) Джеймс Робінсон (46,0) Стен Вінсон (45,5) Максі Паркс (45,7)               | 3.03,8    |
| 2     | СРСРВасиль Архипенко (48,0) Сергій Ловачов (45,7) Віктор Бураков (46,2) Микола Чернецький (45,2) | 3.05,1    |

| Місце | Атлет             | Результат |
| ----- | ----------------- | --------- |
| 1     | Микола Полозов    | 1:30.04,0 |
| 2     | Тодд Скаллі       | 1:32.13,0 |
| 3     | Ларрі Вокер       | 1:34.15,0 |
| —     | Микола Вінниченко | DQ        |

| Місце | Атлет            | Результат |
| ----- | ---------------- | --------- |
| 1     | Володимир Ященко | 2,27      |
| 2     | Франклін Джакобс | 2,27      |
| 3     | Бен Філдс        | 2,22      |
| 4     | Геннадій Бєлков  | 2,17      |

| Місце | Атлет                | Результат |
| ----- | -------------------- | --------- |
| 1     | Євген Тананика       | 5,48      |
| 2     | Володимир Трофименко | 5,48      |
| 3     | Джефф Тейлор         | 5,38      |
| —     | Ральф Гейні          | NM        |

| Місце | Атлет             | Результат |
| ----- | ----------------- | --------- |
| 1     | Арні Робінсон     | 8,01      |
| 2     | Боб Келхоун       | 7,80      |
| 3     | Валерій Підлужний | 7,71      |
| 4     | Анатолій Піскулін | 7,57      |

| Місце | Атлет              | Результат |
| ----- | ------------------ | --------- |
| 1     | Анатолій Піскулін  | 16,86     |
| 2     | Джеймс Баттс       | 16,68     |
| 3     | Геннадій Валюкевич | 16,21     |
| 4     | Рейфілд Дюпрі      | 15,82     |

| Місце | Атлет          | Результат |
| ----- | -------------- | --------- |
| 1     | Євген Миронов  | 20,79     |
| 2     | Анатолій Ярош  | 19,91     |
| 3     | Колін Андерсон | 19,57     |
| 4     | Даг Прайс      | 18,15     |

| Місце | Атлет         | Результат |
| ----- | ------------- | --------- |
| 1     | Мак Вілкінс   | 66,00     |
| 2     | Микола Вихор  | 63,94     |
| 3     | Ігор Дугинець | 62,50     |
| 4     | Дейв Ворхес   | 56,82     |

| Місце | Атлет              | Результат |
| ----- | ------------------ | --------- |
| 1     | Юрій Сєдих         | 75,18     |
| 2     | Олексій Спиридонов | 72,92     |
| 3     | Боріс Джерассі     | 68,26     |
| 4     | Еммітт Беррі       | 61,76     |

| Місце | Атлет          | Результат |
| ----- | -------------- | --------- |
| 1     | Микола Гребнєв | 87,10     |
| 2     | Боб Роггі      | 82,92     |
| 3     | Василь Єршов   | 82,22     |
| 4     | Білл Шмідт     | 80,58     |

### Жінки
| Місце | Атлетка             | Результат |
| ----- | ------------------- | --------- |
| 1     | Евелін Ешфорд       | 11,22     |
| 2     | Людмила Маслакова   | 11,48     |
| 3     | Людмила Кондратьєва | 11,49     |
| 4     | Карен Гокінс        | 11,83     |

| Місце | Атлетка             | Результат |
| ----- | ------------------- | --------- |
| 1     | Евелін Ешфорд       | 22,69     |
| 2     | Людмила Кондратьєва | 23,31     |
| 3     | Елізабет Янг        | 23,69     |
| 4     | Віра Анисимова      | 23,86     |

| Місце | Атлетка          | Результат |
| ----- | ---------------- | --------- |
| 1     | Патріша Джексон  | 51,15     |
| 2     | Марія Кульчунова | 51,59     |
| 3     | Шерон Дебні      | 52,25     |
| 4     | Ніна Зюськова    | 52,60     |

| Місце | Атлетка            | Результат |
| ----- | ------------------ | --------- |
| 1     | Тетяна Провідохіна | 1.59,0    |
| 2     | Ессі Келлі         | 2.01,0    |
| 3     | Ніна Ковиліна      | 2.01,0    |
| 4     | Рут Колдвелл       | 2.05,3    |

| Місце | Атлетка        | Результат |
| ----- | -------------- | --------- |
| 1     | Заміра Зайцева | 4.04,8    |
| 2     | Дженіс Меррілл | 4.05,4    |
| 3     | Ольга Двірна   | 4.10,7    |
| 4     | Деббі Гілд     | 4.18,6    |

| Місце | Атлетка            | Результат |
| ----- | ------------------ | --------- |
| 1     | Світлана Ульмасова | 8.42,6    |
| 2     | Дженіс Меррілл     | 8.44,0    |
| 3     | Раїса Садрейдінова | 8.55,2    |
| 4     | Сінді Бремсер      | 9.04,8    |

| Місце | Атлетка             | Результат |
| ----- | ------------------- | --------- |
| 1     | Тетяна Анісімова    | 12,96     |
| 2     | Наталія Лебедєва    | 12,98     |
| 3     | Дебі Лапланте       | 13,13 NR  |
| 4     | Патті ван Волвеларе | 13,19     |

| Місце | Команда                                                                     | Результат |
| ----- | --------------------------------------------------------------------------- | --------- |
| 1     | СРСРВіра Анісімова Людмила Маслакова Людмила Кондратьєва Людмила Сторожкова | 43,27     |
| 2     | СШАК. Дуглас Стефані Браун Карен Гокінс Евелін Ешфорд                       | 43,97     |

| Місце | Команда                                                                                          | Результат |
| ----- | ------------------------------------------------------------------------------------------------ | --------- |
| 1     | СШАШерон Дебні (53,3) Кім Томас (53,2) Патріша Джексон (50,1) Ессі Келлі (51,6)                  | 3.28,2    |
| 2     | СРСРНіна Зюськова (52,7) Інгріда Баркане (52,9) Тетяна Пророченко (51,7) Марія Кульчунова (51,6) | 3.28,9    |

| Місце | Атлетка         | Результат |
| ----- | --------------- | --------- |
| 1     | Луїза Ріттер    | 1,87      |
| 2     | Тетяна Астахова | 1,84      |
| 3     | Памела Спенсер  | 1,80      |
| 4     | Ніна Зюськова   | 1,60      |

| Місце | Атлетка                  | Результат |
| ----- | ------------------------ | --------- |
| 1     | Джоді Андерсон           | 6,64      |
| 2     | Кеті Мак-Міллан          | 6,49      |
| 3     | Вільгельміна Бардаускене | 6,42      |
| 4     | Людмила Маслакова        | 6,32      |

| Місце | Атлетка              | Результат |
| ----- | -------------------- | --------- |
| 1     | Світлана Мельникова  | 18,59     |
| 2     | Марен Зайдлер        | 18,23     |
| 3     | Фаїна Велева-Мельник | 18,06     |
| 4     | Енн Тербайн          | 15,80     |

| Місце | Атлетка              | Результат |
| ----- | -------------------- | --------- |
| 1     | Фаїна Велева-Мельник | 64,82     |
| 2     | Наталія Горбачова    | 63,16     |
| 3     | Лорна Гріффін        | 52,42     |
| 4     | Лінн Вінбіглер       | 50,66     |

| Місце | Атлетка        | Результат |
| ----- | -------------- | --------- |
| 1     | Шеррі Калверт  | 63,38     |
| 2     | Емілія Прийма  | 56,96     |
| 3     | Лінн Кеннон    | 53,00     |
| 4     | Надія Якубович | 33,32     |

## Матч з багатоборств
Матч СРСР — США з легкоатлетичних багатоборств 1978 був проведений 17-18 червня в Донецьку на стадіоні «Локомотив» у межах тристоронньої матчевої зустрічі радянських, американських та західнонімецьких багатоборців.
Збірна США у матчі була представлена лише п'ятиборками, тому першість у десятиборстві мала двосторонній характер — її виборювали лише атлети СРСР та ФРН.

### Результати
| Місце | Атлет              | Результат |
| ----- | ------------------ | --------- |
| 1     | Юрій Куценко       | 7941      |
| 2     | Екарт Мюллер       | 7921      |
| 3     | Віктор Грузенкін   | 7803      |
| 4     | Володимир Буряков  | 7773      |
| 5     | Анатолій Карташов  | 7710      |
| 6     | Вольфганг Мудерс   | 7655      |
| 7     | Олександр Шабленко | 7652      |
| 8     | Дітер Лейкес       | 7488      |
| 9     | Олександр Казанцев | 7430      |
| п/к   | Григорій Дегтярьов | 7191      |
| 10    | Олександр Невський | 7174      |
| 11    | Клаус Марек        | 7076      |
| 12    | Юрген Хінгзен      | 6973      |
| п/к   | Ігор Колованов     | 6958      |
| 13    | Мартін Шафранські  | 6937      |
| п/к   | Ільяс Абдулін      | 6769      |
| п/к   | Ігор Чернишов      | 6514      |

| Місце | Атлетка             | Результат |
| ----- | ------------------- | --------- |
| 1     | Катерина Смирнова   | 4473      |
| 2     | Беатрікс Філіпп     | 4401      |
| 3     | Надія Корякіна      | 4270      |
| 4     | Іріс Кюнстнер       | 4261      |
| 5     | Іна Лош             | 4219      |
| 6     | Корнелія Зулек      | 4209      |
| 7     | Тетяна Шлапакова    | 4180      |
| 8     | Ольга Курагіна      | 4121      |
| 9     | Ольга Рукавишнікова | 4117      |
| 10    | Астрід Фредебольд   | 3981      |
| 11    | Валентина Сауніна   | 3972      |
| 12    |                     |           |
| 13    |                     |           |
| 14    |                     |           |
| 15    |                     |           |
| 16    |                     |           |
| 17    |                     |           |
| 18    |                     |           |
| 19    |                     |           |
| 20    | Дана Коллінз        | 3873      |
| 21    |                     |           |
| 22    | Патсі Вокер         | 3773      |

## Командний залік

### Основний матч
|                 | СРСР | США |
| --------------- | ---- | --- |
| Чоловіки        | 102  | 119 |
| Жінки           | 75   | 71  |
| Загальний залік | 177  | 190 |

### Матч з багатоборств
За регламентом змагань, для визначення першості складались 5 найкращих результатів десятиборців та 4 найкращі результати у жіночому п'ятиборстві.
|               | СРСР   | США    | ФРН    |
| ------------- | ------ | ------ | ------ |
| Десятиборство | 38 401 | Ні     | 37 113 |
| П'ятиборство  | 17 050 | 15 080 | 17 090 |